# Ніна (ім'я)
Ніна — це жіноче ім'я, з неясною етимологією. Ймовірно, походить: 
1) від імені Нінос, яке мав міфічний засновник Ніневії і Ассирійської імперії; 
2) від старого слов'янського слова Ninati, що означає «мрійник» або «мрія».
Покровителька цього імені, Свята Ніна (Ніно), принесла християнство в Грузію.
В Європі це є короткою формою таких імен як Антоніна або Яніна ще одне значення: «мати» в суахілі; «квітка» в старогрецькій, і «вогонь» у Кечуа.

## Люди
- Ніна Матвієнко, українська співачка.
- Ніна Гаген, німецька панк-рок співачка та музикант, авторка пісень, акторка.
- Ніна Добрев, канадська актриса болгарського походження, співачка, фотомодель та гімнастка.
- Ніна Сімон, американська джазова співачка, піаністка і аранжувальниця.

- Ніна Агдал, данська модель
- Ніна Бадріч, хорватська співачка
- Ніна Мерседес, американська порно актриса

- Ніна Перссон, шведська співачка